# Enrique Dawi
Enrique Dawi (né Enrique Dawidowicz le 19 septembre 1927 à Buenos Aires, mort en 1988) est un réalisateur argentin.

## Biographie
Après s'être essayé dans les arts plastiques, il commence sa carrière au cinéma en 1956 en réalisant le documentaire Llega El Circo. Il est le cofondateur de l'association des réalisateurs de courts métrages. Après avoir réalisé d'autres documentaires, il sort ses premiers longs métrages en 1958, La Ribera et L'Ores Aguero. En 1959 il est invité au festival d'Oberhausen en Allemagne et visite la Grande-Bretagne. Il réalise en 1962 La Chacota.

## Filmographie
- 1956 : Llega El Circo
- 1958 : La Ribera
- 1958 : L'Ores Aguero
- 1960 : Río abajo
- 1960 : Héroes de hoy
- 1962 : La Chacota
- 1975 : Los chiflados dan el golpe
- 1977 : El casamiento de Laucha
- 1979 : De cara al cielo
- 1981 : Cosa de Locos
- 1988 : Tres alegres fugitivos